# Akerkhof

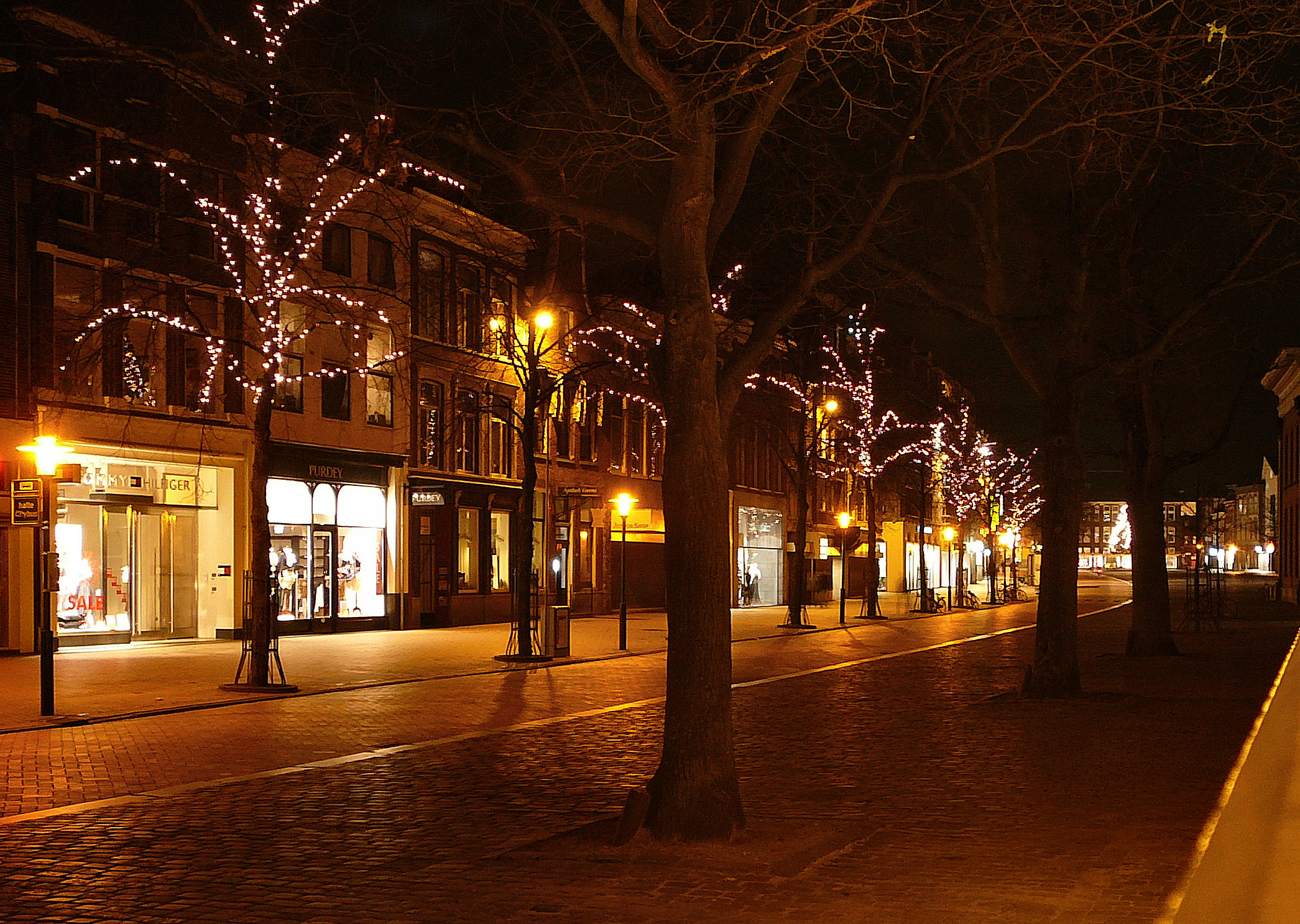
Akerkhof NZ bij nacht, richting Vismarkt

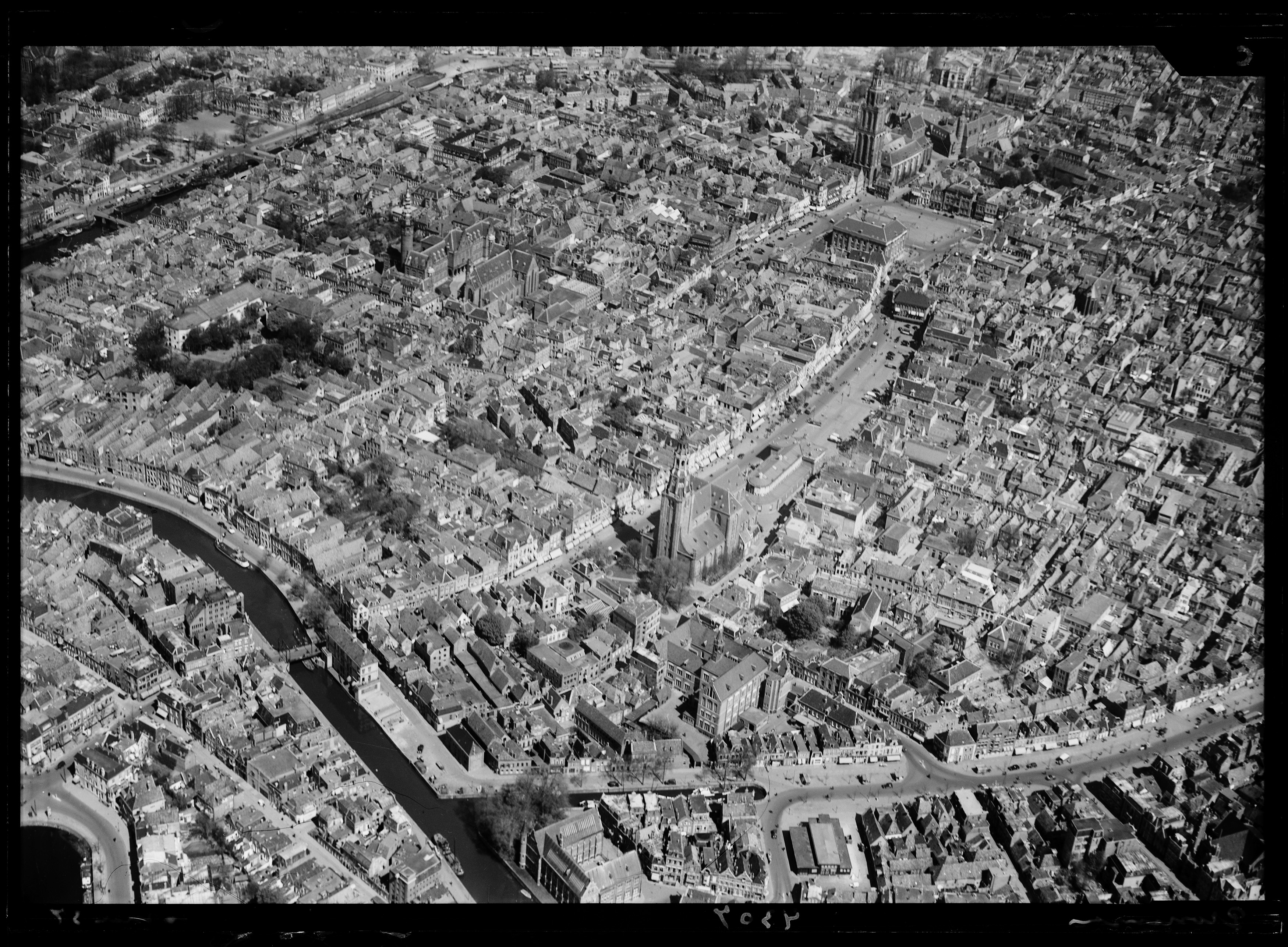
Luchtfoto van Akerkhof en directe omgeving (1920-1940).

Met de naam Akerkhof (of A-Kerkhof) wordt de ruimte rondom de Der Aa-kerk in de stad Groningen aangeduid.
Het Akerkhof bevindt zich in het verlengde van de Vismarkt en gaat, ter hoogte van de zijstraten Lutkenieuwstraat (naar het noorden) en Munnekeholm (naar het zuiden), over in de Brugstraat. Een oudere naam is Langestraat.
Op het midden van het Akerkhof bevindt zich de Der Aa-kerk. Aan de noordzijde zijn vooral winkels gevestigd (voornamelijk de betere kledingzaken). Ook was de oudste apotheek (1782) van de stad er tot 2012 te vinden. Aan de zuidzijde is het rustiger. Daar vindt men de Stadswerkplaats (een plaats waar men onder begeleiding kan klussen) en een aantal galeries en ateliers. Aan die zijde van het Akerkhof ligt ook het voormalige Jan Tuin Centrum. Dat was aanvankelijk een vrouwenklooster met huishoudschool St. Anna (in 1958 verhuisd naar het Mariënholm) en van 1967 tot ongeveer 1995 een jongerensoos, genoemd naar de voormalige Groningse burgemeester Jan Tuin. Sinds 1997 is in datzelfde pand de Groningse afdeling van Humanitas gevestigd.
Het Akerkhof was vroeger ook daadwerkelijk een kerkhof; vanaf de twaalfde eeuw werd er begraven. Aan die praktijk kwam een einde toen begraven in de binnenstad niet langer hygiënisch gevonden werd. Het Akerkhof werd in 1828 geruimd.
De zuidzijde werd vroeger ook Achter Akerkhof genoemd. De westzijde ook de Dobbe of Monnikendobbe. Oorspronkelijk was hier een dobbe. Een oude Groningse zegswijze luidt: Het zal geschieden wanneer het aan het Akerkhof niet waait en in de Poelestraat geen plassen staan, dat wil zeggen met sint-juttemis.

## Gebouwen
- De Korenbeurs. Op dezelfde plaats stonden twee eerdere beurzen: in hout (1774) en in steen (1825). Het beursbedrijf zelf dateert uit 1680. Sinds 2000 is er een filiaal van een supermarktketen in gevestigd.

- De A of Der Aa-kerk. De ter plaatse al bestaande kapel van de parochie O.L. Vrouwe en St. Nicolaas ter A werd in 1212 verheven tot parochiekerk en vanaf 1247 vervangen door een kruisbasiliek, die in 1465 de huidige, gotische, vorm kreeg. Sinds 1594 is dit een protestantse kerk.

- Café-restaurant en zalencentrum 'Huis de Beurs'. Op 20 januari 1885 werd hier de afdeling Groningen van de Sociaal Democratische Bond opgericht. Een gedenkplaat in de Folkingestraat herinnert daaraan.

## Trivia
Het Akerkhof is een van de drie Groningse straten op het Nederlandse Monopolybord. Het wordt daar aangeduid als A-Kerkhof, anders dan volgens de Groninger straatnaambordjes anno 2010. De gemeente hanteert overigens beide spellingen.

## Monumenten
Het Akerkhof telt 15 bouwwerken die zijn aangewezen als rijksmonument. Daarnaast staan in de straat 15 gemeentelijke monumenten.
| Adres          | Bouwjaar                     | Beschrijving | Monument  | Afbeelding |
| -------------- | ---------------------------- | --- | --------- | ---------- |
| Akerkhof 1     | 1865                         | Korenbeurs Ontworpen door J.G. van Beusekom | RM 18415  |            |
| Akerkhof 2     | 13e eeuw                     | Der Aa-kerk, in 1247 parochiekerk Gewijd aan Onze Lieve Vrouwe en Nicolaas. In de 15e eeuw verbouwd tot de huidige kruisbasiliek.               | RM 18423  |            |
| Akerkhof 2a    | 18e eeuw                     | Aa-toren Twee eerdere torens | RM 18424  |            |
| Akerkhof 3     | 1948-49                      | Wederopbouw, ontworpen door F. Klein | GM 108680 |            |
| Akerkhof 4     | 19e eeuw Bioscoop 1904       | Huis de Beurs | GM 101742 |            |
| Akerkhof 5     |                              | | GM 101724 |            |
| Akerkhof 7     | 1954-55                      | Onderdeel van nieuwbouwcomplex ontworpen door F. Klein ter vervanging van door oorlogsgeweld verloren panden aan Akerkhof en Stoeldraaierstraat | GM 104416 |            |
| Akerkhof 8-10  |                              | | RM 18425  |            |
| Akerkhof 11    |                              | | RM 18416  |            |
| Akerkhof 12    |                              | Bedrijfspand, verbouwd in 1935 naar ontwerp van A.Th. van Elmpt Pand bevat oude liftinstallatie die nog steeds in bedrijf is.                   | GM 101747 |            |
| Akerkhof 13    |                              | Winkelpand, voor- en achterhuis. In het pand plavuizen vloer bewaard uit 16e of 17e eeuw.                                                       | RM 18417  |            |
| Akerkhof 14    |                              | Winkel-woonhuis uit de 19e eeuw, wellicht met een oudere kern.                                                                                  | GM 101748 |            |
| Akerkhof 15    | Middeleeuwen                 | Voor- en achterhuis op zeer diep perceel. Voorhuis uit de late middeleeuwen. In zijgevel anker dat wijst op eerdere bebouwing uit de 14e eeuw.  | RM 18418  |            |
| Akerkhof 16    |                              | | GM 101749 |            |
| Akerkhof 17    | Middeleeuwen, Voorgevel 1733 | Oudste apotheek in stad | RM 18419  |            |
| Akerkhof 19    | 16e eeuw                     | | GM 101730 |            |
| Akerkhof 20    | 17e eeuw                     | Hof van Holland, bedrijfsruimte met bovenwoning                                                                                                 | GM 103234 |            |
| Akerkhof 21    | 16e eeuw                     | Voorhuis met twee achterhuizen | GM 107510 |            |
| Akerkhof 22    | 1908                         | Klooster, later verbouwd tot jongerencentrum. Ontworpen door A.Th. van Elmpt                                                                    | RM 485413 |            |
| Akerkhof 27    | 1890                         | | GM 107608 |            |
| Akerkhof 28    | 1911                         | Woonhuis ontworpen door Y. van der Veen | GM 101754 |            |
| Akerkhof 29    | 1900                         | Winkelpand met bovenwoning, ontworpen door A.Th. van Elmpt                                                                                      | RM 485406 |            |
| Akerkhof 30    | 1897                         | Koetshuis met bovenwoning ontworpen door G. Nijhuis                                                                                             | RM 485423 |            |
| Akerkhof 31    |                              | Hoekpand met Akerkstraat 2, | RM 18420  |            |
| Akerkhof 33    |                              | | RM 18421  |            |
| Akerkhof 35    | 1891                         | | GM 101734 |            |
| Akerkhof 36-40 | 1906                         | Bankgebouw, Rotterdamse Bank, ontworpen door A.D.N. van Gendt en G. Nijhuis                                                                     | RM 485433 |            |
| Akerkhof 37    | Voorhuis middeleeuwen        | Onderkelderd pand, voorhuis en achterhuis. | GM 101735 |            |
| Akerkhof 41    | 17e eeuw                     | | GM 101737 |            |
| Akerkhof 49    |                              | | RM 18422  |            |

Achter de Muur · 
Akerkhof · 
Akerkstraat · 
Broerstraat · 
Brugstraat ·
Bruine Ruiterstraat ·
Burchtstraat · 
Butjesstraat ·
Carolieweg ·
Coehoornsingel · 
Donkersgang · 
Driften · 
Emmaplein · 
Folkingestraat · 
Folkingedwarsstraat ·
Ganzevoortsingel · 
Gasthuisstraatje ·
Gedempte Kattendiep ·
Gedempte Zuiderdiep ·
Gelkingestraat ·
Grote Kromme Elleboog ·
Grote Markt ·
Guldenstraat ·
Guyotplein ·
Haddingestraat ·
Haddingedwarsstraat ·
Hardewikerstraat ·
Hereplein · 
Herebinnensingel ·
Heresingel ·
Herestraat ·
Hoekstraat ·
Hofstraat ·
Hoge der A ·
Hoogstraatje ·
Jacobijnerstraat ·
Kleine der A ·
Kattenhage ·
Kleine Kromme Elleboog ·
't Klooster ·
Kostersgang ·
Koude Gat ·
Kreupelstraat ·
Kwinkenplein ·
De Laan ·
Lage der A ·
Lopende Diep ·
Lutkenieuwstraat ·
Marktstraat ·
Martinikerkhof ·
Munnekeholm ·
Muurstraat ·
Naberstraat ·
Nieuwe Boteringestraat ·
Nieuwe Ebbingestraat ·
Nieuwe Kerkhof ·
Nieuwe Kijk in 't Jatstraat ·
Nieuwe Markt ·
Nieuwstad ·
Noorderhaven ·
Oosterstraat ·
Ossenmarkt ·
Oude Boteringestraat ·
Oude Ebbingestraat ·
Oude Kijk in 't Jatstraat ·
Papengang ·
Pausgang · 
Pelsterstraat ·
Peperstraat ·
Poelestraat ·
Praediniussingel ·
Rademarkt ·
Radesingel ·
Reitemakersrijge ·
Rode Weeshuisstraat ·
Schoolstraat · 
Schoolholm · 
Schuitemakersstraat ·
Schuitendiep · 
Sieboldsgang · 
Singelstraat · 
Sint Jansstraat ·
Sint Walburgstraat ·
Spilsluizen ·
Stationsstraat ·
Steentilstraat ·
Stoeldraaierstraat · 
Torenstraat · 
Turfstraat ·
Turfsingel ·
Turftorenstraat ·
Ubbo Emmiussingel ·
Vismarkt ·
Visserstraat ·
Waagstraat ·
Zoutstraat ·
Zwanestraat